# George Francis Scott-Elliot
George Francis Scott-Elliot (1862 - 1934) fue un naturalista, profesor, botánico y micólogo anglo-sudafricano, habiendo realizado extensas expediciones botánicas a Irlanda, Gran Bretaña, islas Canarias, Egipto, Libia, Gambia, Kenia, Sierra Leona, Tanzania, Uganda, Malaui, Mozambique, Argentina, Chile.
Era hijo del comerciante escocés James Scott-Elliot (-1880, de Calcuta)

## Algunas publicaciones
- New and little-known Madagascar plants, collected and enumerated. 79 pp. 1890
- Note on the fertilisation of South African and Madagascar flowering plants. 73 pp. 1891
- Sierra Leone: reports on botany and geology. N.º 3 de Colonial reports, miscellaneous. Con Catharine A. Raisin. Ed. H.M. Stationery Office. 78 pp. 1893
- The Flora of Dumfriesshire, Including Part of the Stewartry of Kirkcudbright. Ed. J. Maxwell. 219 pp. 1896. Reeditó BiblioBazaar, LLC, 2009. 264 pp. ISBN	111554778X en línea
- A naturalist in Mid-Africa. Ed. A.D. Innes & Co. 413 pp. 1896
- The border Elliots and the family of Minto. 570 pp. 1897
- Fauna, flora & geology of the Clyde area. Publ. por el comité local para el meeting de la British Association, 1901
- Nature studies (plant life). Ed. Blackie & son, Ltd. 352 pp. 1903
- A first course in practical botany. Ed. Blackie. 344 pp. 1906
- Chile. Ed. C. Scribner's sons, 1907
- Chile. T. Fisher Unwin, 1907
- The romance of plant life: interesting descriptions of the strange and curious in the plant world. Ed. J.B. Lippincott Co. 379 pp. 1907
- The romance of savage life. Ed. J.B. Lippincott; [etc., etc.], 1908
- Botany of today. Ed. J.B. Lippincott Co. 351 pp. 1909
- The life of Philibert Commerson, D. M., naturalist du roi: an old-world story of French travel and science in the days of Linnœus. Samuel Pasfield Oliver, George Francis Scott Elliot. 242 pp. Ed. J. Murray. 1909
- Botany of today. Ed. Seeley and Co. 1910
- The wonders of the plant world. Ed. J.B. Lippincott Co. 150 pp. 1910
- A primitiv ember: hajdan és most... Ed. Franklin. 392 pp. 1911
- Chile. Ed. T.F. Unwin, 1913
- The Romance Of Savage Life. Ed. Kessinger Publ LLC, 25 de julio de 2007
- The Romance Of Savage Life. Ed. Kessinger Publishing LLC, 1 de junio de 2007
- Chile. =T.F. Unwin, 1911
- The wonders of savage life. Seeley, Service & Co. Ltd., 1914
- Chile. Ed. Unwin, 1917
- Prehistoric man and his story: a sketch of the history of mankind from the earliest times. 398 pp. 1915. Ed. Lippincott
- Stories of savage life. Ed. Seeley, Service & Co. Ltd. 1919
- Chile, its history and development, natural features, products, commerce and present conditions. Ed. T. F. Unwin Ltd. 363 pp. 1920
- Prehistoric man and his story . Ed. J.B. Lippincott Co. Seeley, Service & Co. Ltd. 1920
- The romance of early British life: from the earliest times to the coming of the Danes. Ed. Seeley, Service & Co. 315 pp. 1922

## Honores
- 1887, miembro activo de la "Sociedad Dumfries & Galloway Natural History", y su presidente de 1902 a 1909

### Epónimos
Género
- (Flacourtiaceae) Scottellia Oliv.[2]

Especies
- (Fabaceae) Geissaspis scott-elliotii De Wild.[3]
- (Fabaceae) Millettia scott-elliotii Dunn[4]
- (Moraceae) Ficus scott-elliotii Mildbr. & Burret[5]

- La abreviatura «Scott-Elliot» se emplea para indicar a George Francis Scott-Elliot como autoridad en la descripción y clasificación científica de los vegetales.[6]